# Risto Kala
Risto Antero Kala (Helsinki, 24 luglio 1941 – Vantaa, 25 novembre 2021) è stato un cestista finlandese.

## Palmarès
- Campionato finlandese: 2

Pantterit: 1957, 1959

## Carriera
Ha giocato nel Pantterit fino al 1970. Con la Finlandia ha disputato 37 partite, realizzando 154 punti.